# Кобзар Артем Миколайович
Артем Миколайович Кобзар (нар. 6 серпня 1982,Суми,Україна) — український політик, виконувач обов'язків мера Сум. Депутат 8-го скликання, від фракції «Слуга Народу» — список № 21, округ 6

## Життєпис

### Біографія
У 1989 році розпочав навчання у Сумській загальноосвітній школі І-ІІІ ступеню № 9, яку закінчив у 1999 році.
У 2000 році був призваний на строкову службу до Збройних Сил України, яку проходив у МВЧ0060 МВС на посаді рятівника.
Після проходження строкової військової служби займався приватною підприємницькою діяльністю у галузі будівництва та очолював будівництво декількох об'єктів. До трудових обов'язків входило: дотримання всіх необхідних норм, вчасне завершення будівництва та складання графіків роботи.
У 2009 році закінчив Сумський національний аграрний університет за спеціальністю «Облік і аудит», здобув кваліфікацію спеціаліста з обліку та аудиту.
13 жовтня 2023 року обраний на посаду секретаря Сумської міської ради. , відповідно він став виконувачем обов’язків мера Сум замість раніше призначеної Юлії Павлик.

### Сімейний стан
Одружений, та має двох доньок. Дружина — Кобзар Лілія Володимирівна.